# Eduard Prchal
Eduard M. Prchal (Dolní Břežany Češka, 1. siječnja 1911.) bio je čehoslovački vojni pilot.
Po zanimanju je bio vojni pilot, te je služio mnogo godina u različitim europskim zemljama. Školovao se u Pragu, gdje je pohađao srednju školu punih šest godina. Nakon škole zaposlio se u tvornici automobila u kojoj se radio dvije i pol godine. Dok je radio u tvornici Eduard je sanjao o tome da postane pilot, a snove je pretvorio u realnost 1930. godine kada mu se ukazala prilika da pristupi češkom zrakoplovstvu. Njegova prva postrojba bila je 41. zrakoplovna pukovnija smještena u Pragu. Godine 1931. Prchal je završio osnovnu obuku za pilota, te je bio jedan od najboljih i najvještijih novaka. 
Sudjelovao je u Drugom svjetskom ratu u sklopu češkog ratnog zrakoplovstva, francuskog ratnog zrakoplovstva (fr. Armee de l'Air) te u sklopu britanskog Royal Air Force-a. U svojoj vojnoj karijeri oborio je tri protivnička aviona i oštetio još najmanje tri. Također je poznat po tome što je bio pilot aviona B-24 koji je doživio nesreću kraj Gibraltara 1943. godine u kojoj je poginuo poljski general Wladyslaw Sikorski. 
Bio je oženjen za Dolores Prchal, a oženili su se 3. rujna 1943. godine. Kada su otišli u mirovinu, Eduard i Dolores preselili su se u Kaliforniju. Zadnje godine života proveli su putovajući po Americi i zapadnoj Europi.
Umro je 12. prosinca 1984. godine.